# Baccarat
Baccarat és un municipi francès situat al departament de Meurthe i Mosel·la i a la regió del Gran Est. L'any 2007 tenia 4.663 habitants.

## Demografia

### Població
El 2007 la població de fet de Baccarat era de 4.663 persones. Hi havia 2.000 famílies, de les quals 803 eren unipersonals (305 homes vivint sols i 498 dones vivint soles), 530 parelles sense fills, 482 parelles amb fills i 185 famílies monoparentals amb fills.
La població ha evolucionat segons el següent gràfic:
Habitants censats

### Habitatges
El 2007 hi havia 2.354 habitatges, 2.061 eren l'habitatge principal de la família, 41 eren segones residències i 252 estaven desocupats. 1.205 eren cases i 1.142 eren apartaments. Dels 2.061 habitatges principals, 1.056 estaven ocupats pels seus propietaris, 826 estaven llogats i ocupats pels llogaters i 180 estaven cedits a títol gratuït; 31 tenien una cambra, 173 en tenien dues, 448 en tenien tres, 663 en tenien quatre i 746 en tenien cinc o més. 1.160 habitatges disposaven pel capbaix d'una plaça de pàrquing. A 1.090 habitatges hi havia un automòbil i a 469 n'hi havia dos o més.

### Piràmide de població
La piràmide de població per edats i sexe el 2009 era:
| Homes | Edats   | Dones |
| ----- | ------- | ----- |
| 4     | 95 o +  | 24    |
| 4     | 90 a 94 | 32    |
| 60    | 85 a 89 | 76    |
| 20    | 80 a 84 | 60    |
| 52    | 75 a 79 | 144   |
| 88    | 70 a 74 | 148   |
| 80    | 65 a 69 | 148   |
| 88    | 60 a 64 | 112   |
| 108   | 55 a 59 | 88    |
| 140   | 50 a 54 | 144   |
| 192   | 45 a 49 | 188   |
| 144   | 40 a 44 | 144   |
| 180   | 35 a 39 | 180   |
| 144   | 30 a 34 | 196   |
| 160   | 25 a 29 | 132   |
| 144   | 20 a 24 | 136   |
| 196   | 15 a 19 | 132   |
| 196   | 10 a 14 | 120   |
| 172   | 5 a 9   | 136   |
| 100   | 0 a 4   | 96    |

## Economia
El 2007 la població en edat de treballar era de 2.864 persones, 2.010 eren actives i 854 eren inactives. De les 2.010 persones actives 1.716 estaven ocupades (960 homes i 756 dones) i 296 estaven aturades (133 homes i 163 dones). De les 854 persones inactives 335 estaven jubilades, 210 estaven estudiant i 309 estaven classificades com a «altres inactius».

### Ingressos
El 2009 a Baccarat hi havia 1.990 unitats fiscals que integraven 4.357 persones, la mediana anual d'ingressos fiscals per persona era de 16.032 €.

### Activitats econòmiques
Dels 232 establiments que hi havia el 2007, 4 eren d'empreses extractives, 7 d'empreses alimentàries, 24 d'empreses de fabricació d'altres productes industrials, 20 d'empreses de construcció, 60 d'empreses de comerç i reparació d'automòbils, 6 d'empreses de transport, 11 d'empreses d'hostatgeria i restauració, 3 d'empreses d'informació i comunicació, 14 d'empreses financeres, 11 d'empreses immobiliàries, 16 d'empreses de serveis, 34 d'entitats de l'administració pública i 22 d'empreses classificades com a «altres activitats de serveis».
Dels 66 establiments de servei als particulars que hi havia el 2009, 1 era una oficina d'administració d'Hisenda pública, 1 gendarmeria, 1 oficina de correu, 5 oficines bancàries, 4 funeràries, 6 tallers de reparació d'automòbils i de material agrícola, 1 taller d'inspecció tècnica de vehicles, 3 autoescoles, 3 paletes, 5 guixaires pintors, 1 fusteria, 5 lampisteries, 2 electricistes, 1 empresa de construcció, 6 perruqueries, 1 veterinari, 10 restaurants, 5 agències immobiliàries, 2 tintoreries i 3 salons de bellesa.
Dels 27 establiments comercials que hi havia el 2009, 2 eren supermercats, 1 un supermercat, 5 fleques, 2 carnisseries, 1 una peixateria, 3 botigues de roba, 5 botigues d'equipament de la llar, 1 una botiga d'equipament de la llar, 1 una botiga de material de revestiment de parets i terra, 1 un drogueria, 1 una perfumeria i 4 floristeries.
L'any 2000 a Baccarat hi havia 11 explotacions agrícoles que ocupaven un total de 104 hectàrees.

## Equipaments sanitaris i escolars
El 2009 hi havia 1 hospital de tractaments de curta durada, 1 hospital de tractaments de mitja durada (seguiment i rehabilitació, 1 un hospital de tractaments de llarga durada, 1 centre de salut, 2 farmàcies i 1 ambulància.
El 2009 hi havia 3 escoles maternals i 3 escoles elementals. Baccarat disposava d'un col·legi d'educació secundària amb 376 alumnes.

## Poblacions més properes
El següent diagrama mostra les poblacions més properes.